# エディス・ボッシュ
エディス・ボッシュ（ラテン語: Edith Bosch、1980年5月31日 - ）は、オランダのデン・ヘルダー出身の女子柔道家。身長183cm。

## 来歴
柔道は7歳の時に始めた。1996年の世界ジュニアでは16歳で優勝を果たした。2000年シドニーオリンピックでは7位となった。2003年の世界選手権では、準決勝で上野雅恵に合技で敗れて3位となった。翌年のアテネオリンピックでは、決勝で上野の袖釣込腰で一本負けして2位に終わった。2005年の世界選手権決勝では、フランスのジブリズ・エマヌを指導2で破り世界チャンピオンとなった。2008年の北京オリンピックでは準決勝で上野の内股で技ありを取られて3位に終わった。2011年の世界選手権決勝では、フランスのリュシ・ドコスに指導3で敗れた。2012年7月のロンドンオリンピックでは準々決勝で敗れたが、その後の敗者復活戦を勝ち上がりオリンピック三度目のメダルとなる銅メダルを獲得した。2013年のヨーロッパ選手権団体戦決勝ではフランス相手に2－1とリードした段階において出番を迎え、相手に優勢勝ちを収めてチームに優勝をもたらすことになった。そしてこの試合を最後に現役を引退した。なお、2020年3月には新型コロナウイルスを患ったが、その後回復した。

### 陸上競技観戦におけるトラブル
8月5日の陸上男子100m決勝をオリンピック・スタジアムで観戦していた際、隣の男がウサイン・ボルトに対する罵声を叫びながらトラックに向かってペットボトルを投げ込んだのを見て、平手でその男の背中を叩いて冷静になるように諭した。男はすぐさま駆けつけた警備員に取り押さえられたが、この騒動でボッシュは決勝レースの模様を見逃してしまったという

。

## 主な戦績
- 1995年 - ベルギージュニア国際 3位(56k級)
- 1995年 - ヨーロッパユースオリンピックフェスティバル 2位(56k級)
- 1996年 - 世界ジュニア 優勝
- 1996年 - ヨーロッパジュニア 優勝
- 1997年 - ベルギージュニア国際 優勝
- 1997年 - オランダ国際 2位
- 1997年 - 世界選手権 7位
- 1997年 - ヨーロッパジュニア 優勝
- 1998年 - フランス国際 5位
- 1998年 - ハンガリー国際 2位
- 1998年 - ポーランド国際 2位
- 1998年 - 世界ジュニア 3位
- 1998年 - ヨーロッパジュニア 3位
- 1999年 - ハンガリー国際 3位
- 1999年 - ヨーロッパジュニア 優勝
- 2000年 - ブルガリア国際 3位
- 2000年 - フランス国際 5位
- 2000年 - ハンガリー国際 3位
- 2000年 - オランダ国際 3位
- 2000年 - ヨーロッパ選手権 7位
- 2000年 - シドニーオリンピック 7位
- 2000年 - 世界学生 優勝
- 2001年 - ハンガリー国際 3位
- 2001年 - ハンガリー国際 2位
- 2001年 - ユニバーシアード 3位
- 2002年 - フランス国際 3位
- 2002年 - ハンガリー国際 優勝
- 2002年 - ヨーロッパ選手権 2位
- 2002年 - 福岡国際 優勝
- 2002年 - 世界学生 2位
- 2003年 - フランス国際 優勝
- 2003年 - ドイツ国際 3位
- 2003年 - オランダ国際 優勝
- 2003年 - 世界選手権 3位
- 2004年 - フランス国際 5位
- 2004年 - ポーランド国際 優勝
- 2004年 - ヨーロッパ選手権 優勝
- 2004年 - アテネオリンピック 2位
- 2005年 - フランス国際 優勝
- 2005年 - ヨーロッパ選手権 優勝
- 2005年 - 世界選手権 優勝
- 2006年 - フランス国際 3位
- 2006年 - ヨーロッパ選手権 5位
- 2007年 - ブルガリア国際 3位
- 2007年 - チェコ国際 3位
- 2007年 - ヨーロッパ選手権 3位
- 2007年 - 世界選手権 5位
- 2007年 - オランダ国際 優勝
- 2007年 - 嘉納杯 3位
- 2008年 - ブルガリア国際 2位
- 2008年 - 北京オリンピック 3位
- 2009年 - ヨーロッパ選手権 3位
- 2009年 - グランドスラム・モスクワ 2位
- 2009年 - ワールドカップ・マドリード 優勝
- 2009年 - グランドスラム・リオデジャネイロ 3位
- 2009年 - グランドスラム・東京 3位
- 2010年 - ワールドカップ・ブダペスト 優勝
- 2010年 - ワールドカップ・マドリード 2位
- 2010年 - グランドスラム・リオデジャネイロ 2位
- 2010年 - 世界選手権 5位
- 2010年 - グランプリ・アブダビ 3位
- 2010年 - グランドスラム・東京 2位
- 2011年 - ワールドマスターズ 3位
- 2011年 - グランドスラム・パリ 3位
- 2011年 - ヨーロッパ選手権 優勝
- 2011年 - グランプリ・バクー 優勝
- 2011年 - グランドスラム・モスクワ 優勝
- 2011年 - 世界選手権 2位
- 2011年 - グランプリ・アムステルダム 優勝
- 2012年 - ワールドマスターズ 3位
- 2012年 - ヨーロッパ選手権 優勝
- 2012年 - ロンドンオリンピック 3位
- 2013年 - ヨーロッパ選手権 団体戦　優勝